# Nykyfor Danysz
Nykyfor Danysz, ukr. Никифор Даниш, pol. Nicefor Danysz (ur. 22 lutego 1877 w Ilińcach, zm. 1954 w Stanach Zjednoczonych) – ukraiński nauczyciel.

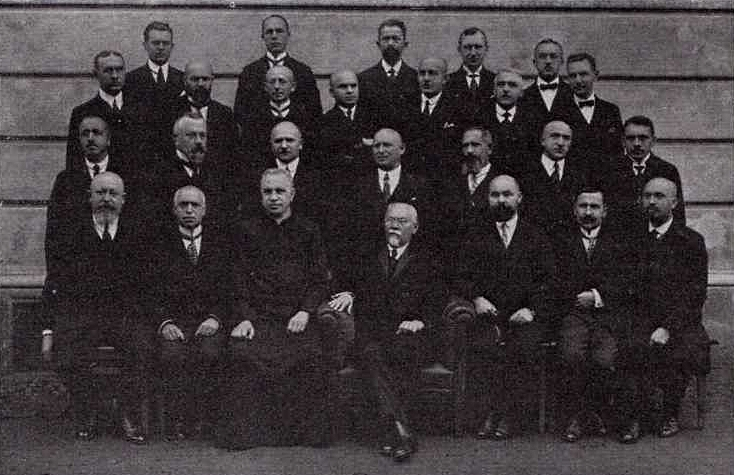
Nykyfor Danysz (siedzi pierwszy od prawej) w roku szkolnym 1922/1923

## Życiorys
Urodził się 22 lutego 1877 w Ilińcach jako syn Aleksego. Z pochodzenia był Rusinem i był wyznania grecko-katolickiego. Studiował na Uniwersytecie Lwowskim, a także na Uniwersytecie Jagiellońskim.
Z zawodu był nauczycielem matematyki i fizyki. Pracę w szkolnictwie podjął 3 września 1903. 7 czerwca 1905 złożył egzamin nauczycielski. 28 sierpnia 1905 mianowany nauczycielem rzeczywistym w C. K. Gimnazjum w Buczaczu z dniem 1 września tego roku. Uczył tam języka ruskiego, matematyki, fizyki. Od 1908 i w drugiej dekadzie XX wieku uczył w II Gimnazjum w Kołomyi. Został odznaczony Krzyżem Jubileuszowym dla Cywilnych Funkcjonariuszów Państwowych.
U kresu I wojny światowej był komisarzem miejskim Zachodnioukraińskiej Republiki Ludowej w Czortkowie.
W latach 20. II Rzeczypospolitej pracował etatowo w Państwowym Gimnazjum z ruskim językiem wykładowym w Stanisławowie, gdzie uczył matematyki i fizyki. Równolegle w tym czasie był w tym mieście dyrektorem Prywatnego Gimnazjum Żeńskiego, prowadzonym przez Ruskie Towarzystwo Pedagogiczne. Pod koniec 1927, jako nauczyciel Gimnazjum z ruskim językiem wykładowym w Kołomyi przydzielony do Gimnazjum z ruskim językiem wykładowym w Stanisławowie, został przeniesiony do Gimnazjum z ruskim językiem wykładowym w Stanisławowie. Z pracy tamże w 1937 został przeniesiony w stan spoczynku. W Stanisławowie był prezesem Towarzystwa Ridna Szkoła.
Podczas II wojny światowej, po wkroczeniu Niemców do Stanisławowa (7 sierpnia 1941) i nastaniu okupacji niemieckiej Nykyfor Danysz oraz inny ukraiński nauczyciel gimnazjalny Iwan Rybczyn przekazali do gestapo sporządzoną listę polskich nauczycieli i nauczycielek, którzy od wybuchu wojny w trakcie okupacji sowieckiej pracowali w szkołach stanisławowskich z językiem polskim wykładowym. Wskutek tego ustanowiona w Stanisławowie ukraińska policja pomocnicza (Ukrainische Hilfspolizei) dokonała aresztowania 250 osób, których najpierw uwięziono, a w nocy 14/15 sierpnia 1941 zamordowano w Czarnym Lesie pod Pawełczem.
Wyemigrował do Stanów Zjednoczonych, gdzie zmarł w 1954.